# Idioma ópata
La lengua ópata es una lengua uto-azteca casi extinta o lengua muerta hablada en México, hasta 1993 se consideró que había dejado de ser una lengua vehicular hacia 1930. Carl Lumholtz documentó en 1890 en un viaje por Sonora que los ópatas se habían «mexicanizado» y estaban perdiendo su lengua y sus costumbres. De 1950 en adelante no se habían registrado hablantes con buena fluidez y únicamente se conservan frases y palabras aisladas entre los que sí hablan la lengua. Sin embargo, en 1993 investigadores del Instituto Nacional Indigenista (INI) encontraron quince hablantes de la lengua que vivían en Ciudad de México. No se ha documentado con precisión el grado de conocimiento de estos hablantes.

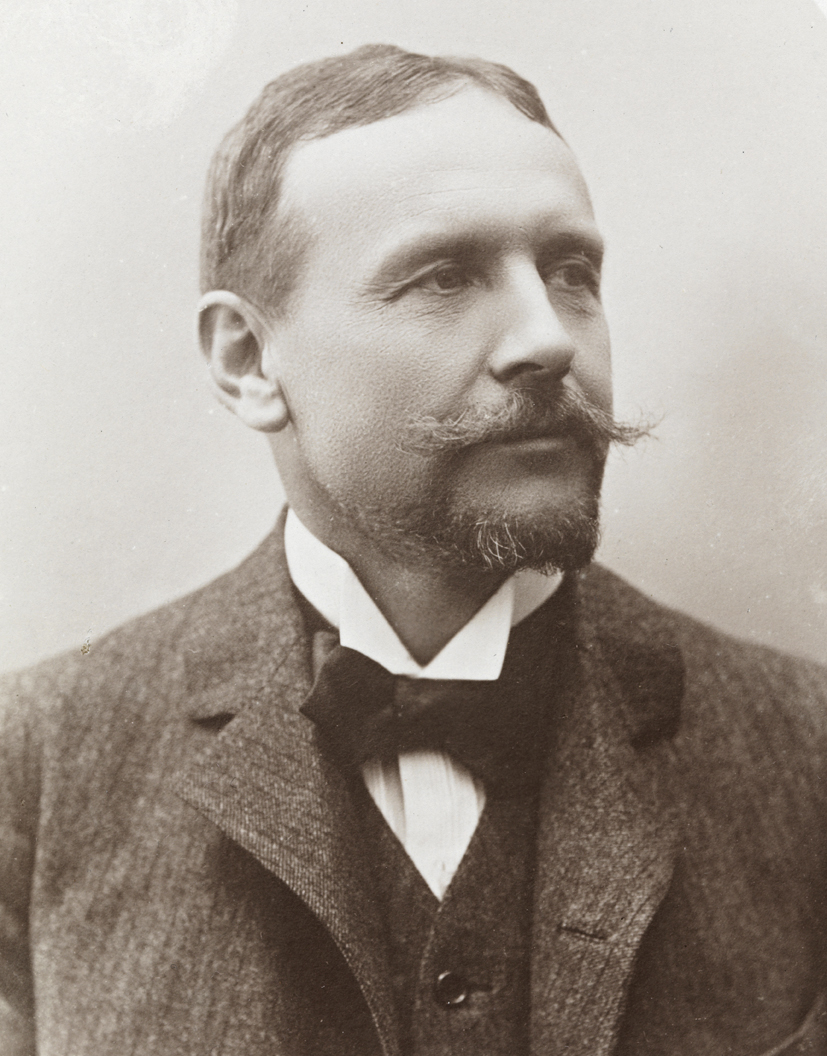
En 1890 Carl Lumholtz documentó el proceso de aculturación ópata y la desaparición de su lengua

Dentro de las lenguas uto-aztecas forma parte del grupo taracahita de la división sonorense-mexicana. El ópata está estrechamente emparentado con el eudeve a tal punto que a veces se considera que son variantes de la misma lengua. De hecho actualmente los ópatas, al igual que sus vecinos, los jovas y los eudeves, ya casi han desaparecido como unidad étnica diferenciada. 

## Historia
La palabra ópata significa "gente hostil" en lengua pima y era el término usado por estos cuando se referían a los ópatas, el autónimo usado por los propios ópatas podría estar relacionado con el término tegüima (< *tehui-ma 'hombres'?) posiblemente emparentado con el autónimo dohe-ma, 'hombres', de los eudeves.
El hábitat tradicional de los ópatas se localiza en el centro y noroeste de Sonora, sobre las cuencas altas de los ríos y Sonora. En cuanto a sus productos manufacturados destacaran la cestería. También fabricaban cerámica principalmente para uso propio. Además fabricaban bateas y cucharas de madera.
Tras la cristianización de los ópatas, el santo más común entre ellos es San Isidro Labrador, muy venerado en toda el área y patrón de varias aldeas.

## Clasificación
El ópata es una lengua taracahita que muestra un parentesco más cercano con el jova (jobal u ova) y el eudeve (heve o egue, dohema) y algo más distante con el tarahumara. Se conocen varios dialectos del ópata (Batuc, Nacosura, Tegüima).